# Максим (Дмитриев)
Епи́скоп Макси́м (в миру Васи́лий Миха́йлович Дми́триев; 23 февраля 1961, Караганда) — архиерей Русской православной церкви, епископ Елецкий и Лебедянский. Брат епископа Серовского и Краснотурьинского Феогноста (Дмитриева).

## Биография
Родился в православной многодетной семье шахтёра Михаила Леонтьевича и Александры Дмитриевны Дмитриевых. Был крещён в младенчестве. Младший брат - Феогност (Дмитриев), епископ Новороссийский и Геленджикский.
В 1976 году окончил среднюю школу; в 1979 году — Карагандинское культпросветучилище. С 1979 по 1981 год служил в Вооружённых силах СССР.
В 1982 году поступил в Московскую духовную семинарию; одновременно окончил Регентскую школу. В 1986 году был зачислен в Московскую духовную академию.
В 1988 году был принят в братию Троице-Сергиевой Лавры: 24 марта в Троицком соборе Троице-Сергиевой Лавры был пострижен в монашество с именем Максим, в честь преподобного Максима Грека.
19 мая 1988 года рукоположён во иеродиакона, 12 марта 1989 года — во иеромонаха; 6 октября того же года возведён в сан игумена и назначен инспектором возрождённой Тобольской духовной семинарии. В 1990 году исполнял обязанности ректора семинарии.
С 1997 года — благочинный Ишимского округа Тобольской епархии. В 1999 году назначен заведующим Регентским отделением при Тобольской духовной семинарии. В 1999 году награждён орденом преподобного Сергия Радонежского II степени в связи с десятилетием возрождения Тобольской духовной семинарии и служения в Сибири. В 2000 году награждён юбилейной патриаршей грамотой в ознаменование празднования 2000-летия Рождества Христова.
В июне 2001 года защитил кандидатскую диссертацию в МДА по кафедре патрологии на тему «Опытное богопознание и его значение в богословии преподобного Макария Египетского». В течение 12-летнего пребывания в Тобольской духовной семинарии преподавал церковное пение и являлся регентом 1-го хора семинарии.
30 декабря 2001 года возведён в сан архимандрита.

### Архиерейство
17 января 2002 года в московском Даниловом монастыре было совершено наречение отца Максима во епископа Барнаульского и Алтайского.
20 января хиротонисан во епископа Барнаульского и Алтайского. Хиротонию совершили Патриарх Московский и всея Руси Алексий II, митрополиты Крутицкий и Коломенский Ювеналий (Поярков), Солнечногорский Сергий (Фомин), Волоколамский и Юрьевский Питирим (Нечаев), архиепископ Истринский Арсений, архиепископ Тобольский и Тюменский Димитрий (Капалин), архиепископ Венский и Будапештский Павел (Пономарёв), архиепископ Верейский Евгений (Решетников), епископ Орехово-Зуевский Алексий (Фролов), епископ Дмитровский Александр (Агриков), епископ Керченский Иларион (Алфеев), епископ Гурий (Шалимов).
29 мая 2013 года решением Священного Синода Русской православной церкви назначен на Елецкую кафедру.
16 июля 2013 года решением Священного Синода от освобождён от должности ректора Барнаульской духовной семинарии.

## Награды
церковные
- Медаль преподобного Сергия Радонежского I степени (1988 год) и II (1985 год) степеней
- Орден преподобного Сергия Радонежского II (1999 год) и III (1997 год) степеней
- Юбилейная Патриаршая грамота в ознаменование празднования 2000-летия Рождества Христова (2000 год)
- Орден святого преподобного Серафима Саровского II степени (26 июня 2008[3])
- Орден святителя Иннокентия, митрополита Московского и Коломенского II степени (23 февраля 2011[4])

светские
- медаль Алтайского края «За заслуги перед обществом» (2007)